# Axel Vázquez Burguette
Axel Vázquez Burguette (Ciudad de México, 18 de noviembre de 1977) es una política mexicana.

## Trayectoria
Fue jefa de Departamento de Deporte para la Salud Nacional del ISSSTE de 2007 a 2009. 
Se desempeñó como diputada en la V Legislatura de la Asamblea Legislativa del Distrito Federal, siendo la suplente de Mónica Arriola Gordillo quien solicitó licencia por motivos de salud. Allí participó como vicepresidenta de la Comisión de Ciencia y Tecnología, e integrante de la Comisión de Preservación del Medio Ambiente y Protección ecológica, integrante de la Comisión de Salud y Asistencia Social, integrante del Comité de Capacitación para el Desarrollo Parlamentario, e Integrante del Comité de Promoción y Seguimiento de la Cultura de la Legalidad.
En 2018 se presentó como la candidata a la alcaldía Venustiano Carranza por el PRI, obteniendo 19 889 votos, lo que representa el 7.01% , perdiendo ante el candidato de la coalición Por la CDMX al Frente Julio César Moreno Rivera, quien obtuvo 129 553 votos, que representa el 45.72 %.
- Datos: Q5714520